# Жозе ван Дам
Жозе ван Дам (на френски: José van Dam) е белгийски оперен певец.
Той е роден на 25 август 1940 година в Иксел. През 1957 година постъпва в Брюкселската консерватория, а през 1961 година дебютира в Парижката опера с ролята на Дон Базилио в „Севилският бръснар“ на Джоакино Росини. През следващите години придобива международна известност и работи в различни големи оперни театри.